# Amir Khusrou
Amir Khusrou var en poet, författare och musiker från den muslimska världen under 1200-talet. Han är känd för sitt bidrag till den persiska poesin, särskilt för att ha utvecklat ghasel-genren. Han tjänade som poet vid olika kungliga hov och skrev även på arabiska och hindi.
Khusrou är också känd för sin roll som en brobyggare mellan olika kulturer och religioner. Han skapade en hybridkultur som förenade persiska, turkiska och indiska element. Han var också en anhängare av den sufi-muslimska rörelsen och skrev många dikter om sin tro.
Khusrous musikaliska bidrag inkluderar uppfinningen av flera nya instrument, som sitar och tabla, samt utvecklingen av musikaliska former som qawwali. Han anses vara en av de största poeter och musiker i den indiska subkontinentens historia.